# Faucon noir
Falco subniger
Pour les articles homonymes, voir Faucon noir (homonymie).
Espèce
Statut CITES
Statut de conservation UICN

 LC  : Préoccupation mineure
Le Faucon noir (Falco subniger) est une espèce de rapaces de taille moyenne endémique d'Australie.

## Description
La femelle mesure 55 cm du bec à l'extrémité de la queue; le mâle est un peu plus petit ne mesurant que 45 cm. Le poids moyen est de 750 g. Son plumage est entièrement brun foncé ou noir en dehors d'une petite tache blanche sous le cou. C'est un oiseau au vol rapide avec des ailes effilées.

## Distribution et habitat
On le trouve surtout dans les prairies et les bois du Nord du pays, plus accessoirement au centre. On ne le trouve pas en Tasmanie.
Il vit généralement perché dans les arbres au bord des rivières des régions semidésertiques.

## Alimentation
Il se nourrit essentiellement d'oiseaux qu'il attrape au vol. Il se nourrit aussi d'animaux terrestres comme des lézards, des cailles ou des lapins.

## Mode de vie
C'est un oiseau généralement solitaire, se déplaçant selon les saisons et les proies. Il peut se regrouper en bandes en cas d'incendie, de chasse ou de travaux agricoles pour profiter des animaux tués ou blessés.

## Reproduction
La période de reproduction va de juin à décembre. La femelle pond 3 à 4 œufs dans un nid au sommet d'un arbre près d'un point d'eau. Elle couve les œufs pendant 34 jours pendant que le mâle la nourrit.